# باده (دهانه)
باده یک دهانه برخوردی در ماه است.